# Telmatobius philippii
Telmatobius philippii és una espècie de granota que viu a Xile.